# Бедріно (Новосибірська область)
Бедріно (рос. Бедрино) — село у Сузунському районі Новосибірської області Російської Федерації.
Входить до складу муніципального утворення Болтовська сільрада. Населення становить 299 осіб (2010).

## Історія
Згідно із законом від 2 червня 2004 року органом місцевого самоврядування є Болтовська сільрада.

## Населення
| 2002 | 2007 | 2010 |
| ---- | ---- | ---- |
| 322  | ↗326 | ↘299 |